# Stabbur
Un stabbur est un grenier en bois reposant sur des piliers. Cette architecture est la version norvégienne d'une construction courante en Europe (hórreo ibérique, raccard, etc.).
Toujours fermé par une bonne serrure, que gardait sur elle la maîtresse de la ferme, on y stockait des malles de vêtements et objets de valeur, des graines, de la farine, du sel pour les salaisons, de la viande fumée et salée pendait au plafond. Si le stabbur avait deux niveaux, le niveau supérieur contenait les graines et farines, le niveau inférieur les autres vivres.
La construction sur piliers présente deux avantages importants sur celle de plain-pied.
- Elle crée une zone de circulation d'air, une sorte de vide sanitaire, qui isole la structure de l'humidité du sol.
- Par sa forme et son design, le pilier permet d'isoler le grenier, et donc les vivres qu'il contient, des rongeurs.

Le folklore norvégien fait du stabbur la résidence du gnome de la grange : celui-ci amène des présents aux enfants sages. S'il est mal enfermé, le gnome en profite pour jouer de mauvais tours aux habitants de la ferme : c'est pour cette raison que certains laissent un bol de porridge de riz saupoudré de sucre et de cannelle, afin de mettre le gnome de leur ferme de bonne humeur.

## Galerie
La construction des stabburs diffère d'une région à l'autre.

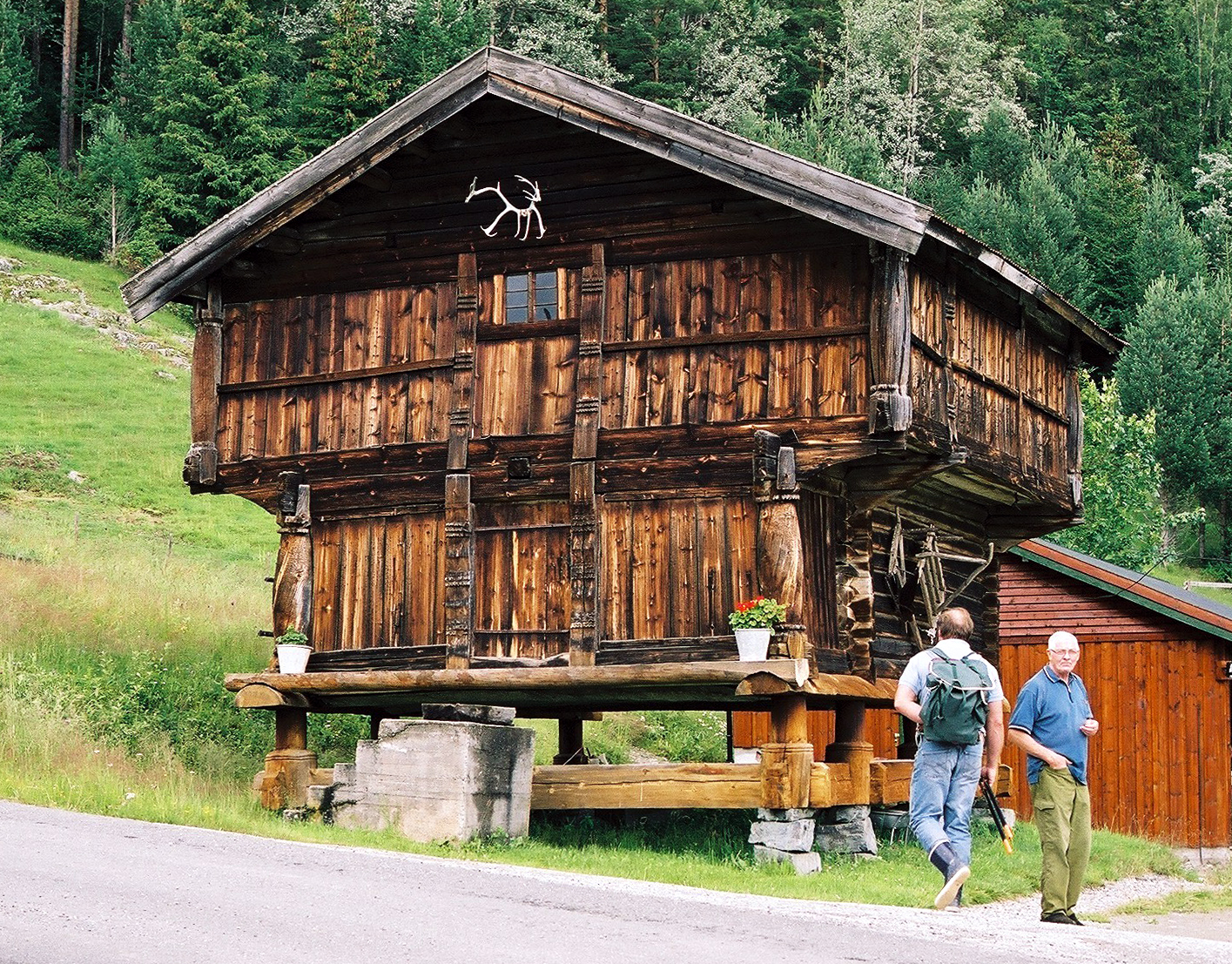
Nore,Buskerud les plus vieilles parties sont médiévales.
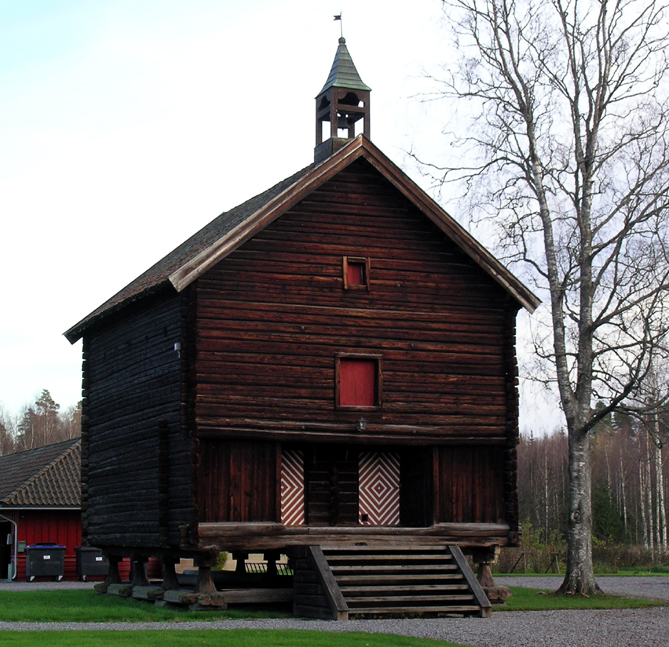
Maarud stabbur à Sør-Odal, Hedmark datant de 1924.
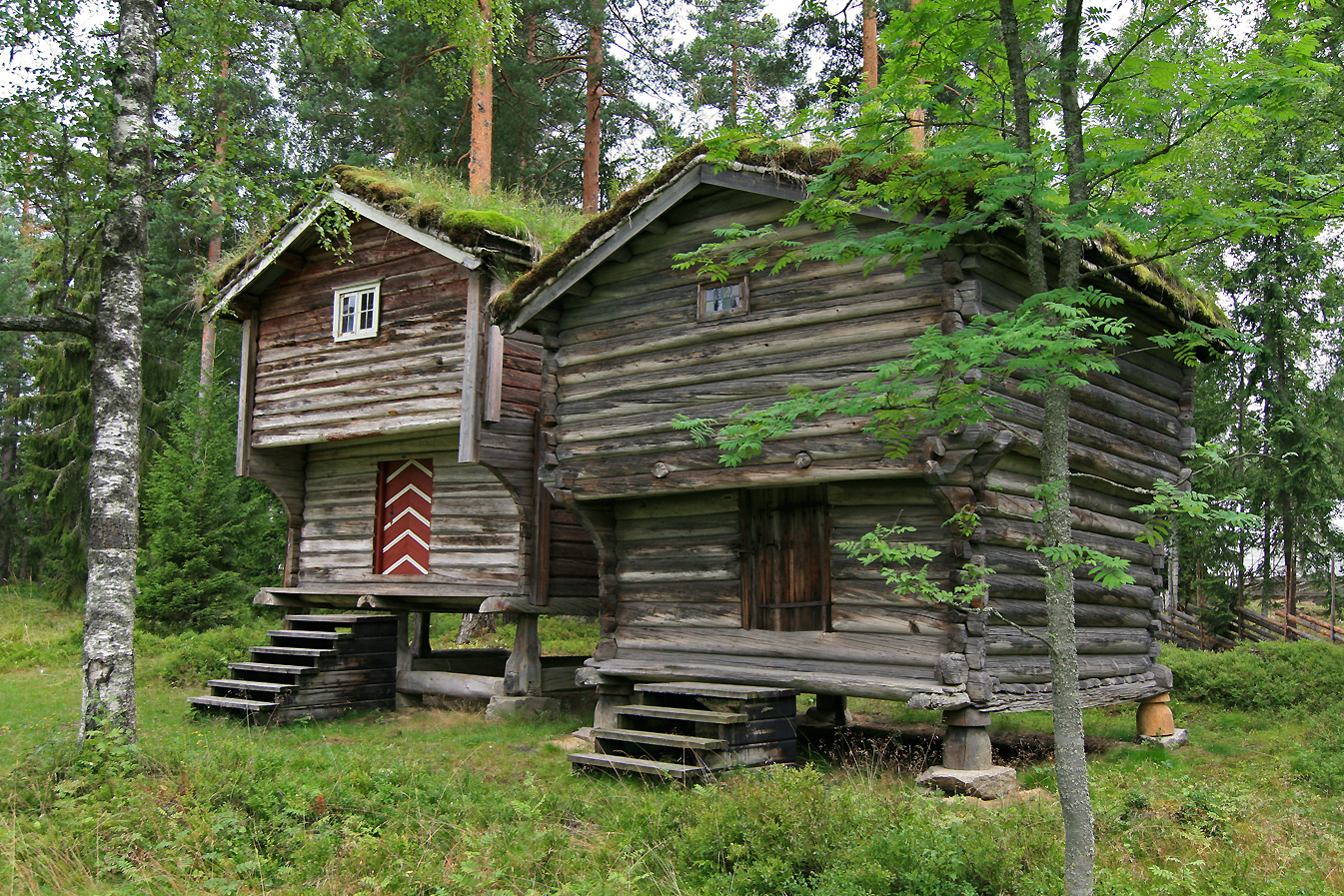
Åmotstabbur Glomdalsmuseet à Elverum
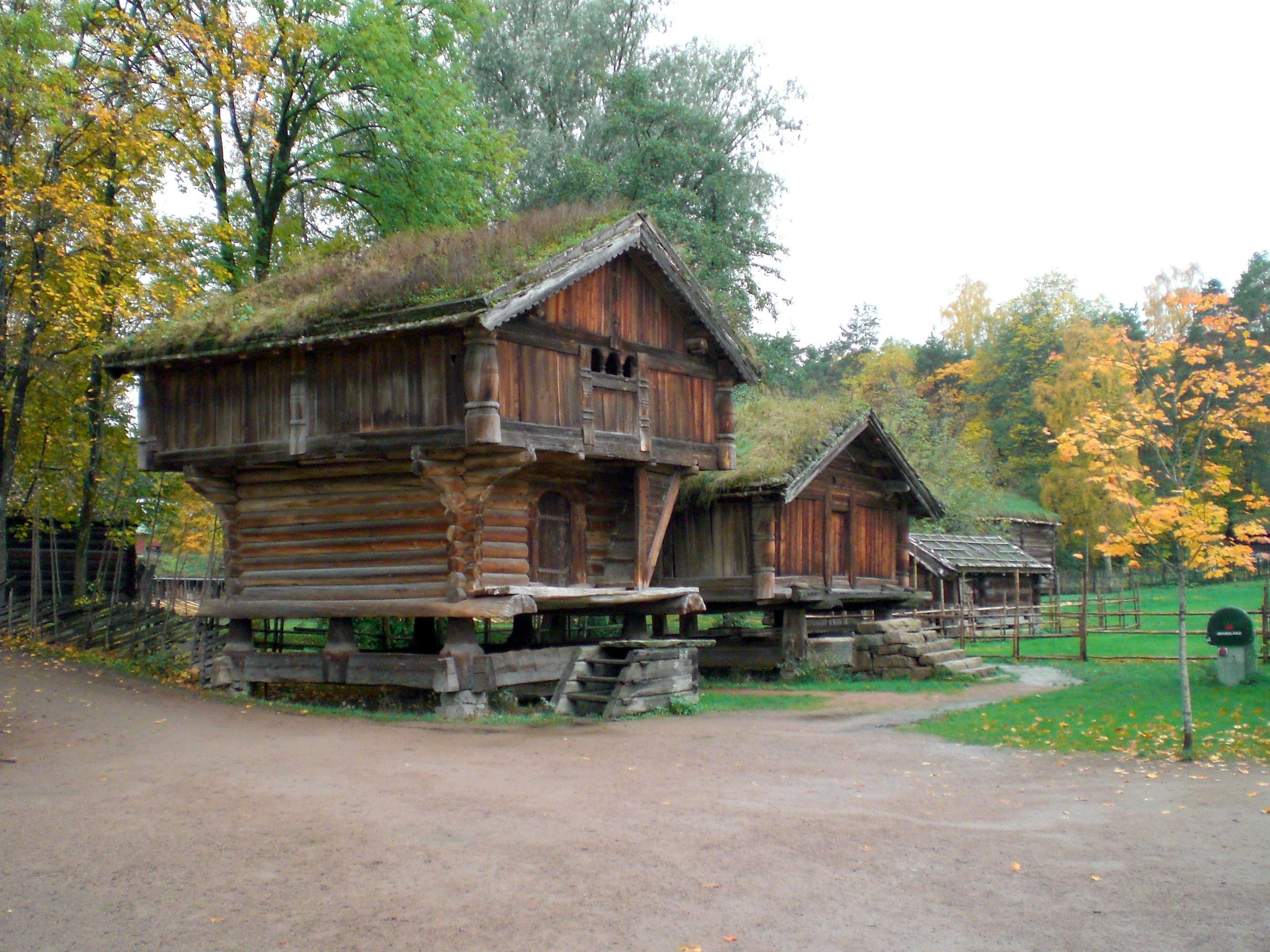
Hovin environ 1300 et  Gransherad, 1797, Telemark qui ont été déplacés au Norsk Folkemuseum
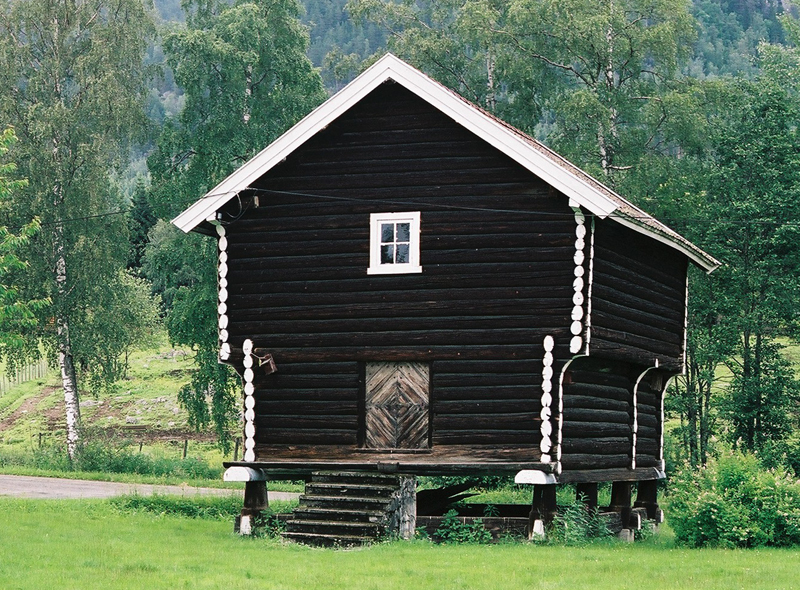
Flesberg,Buskerud 1800 (restauré 1991)
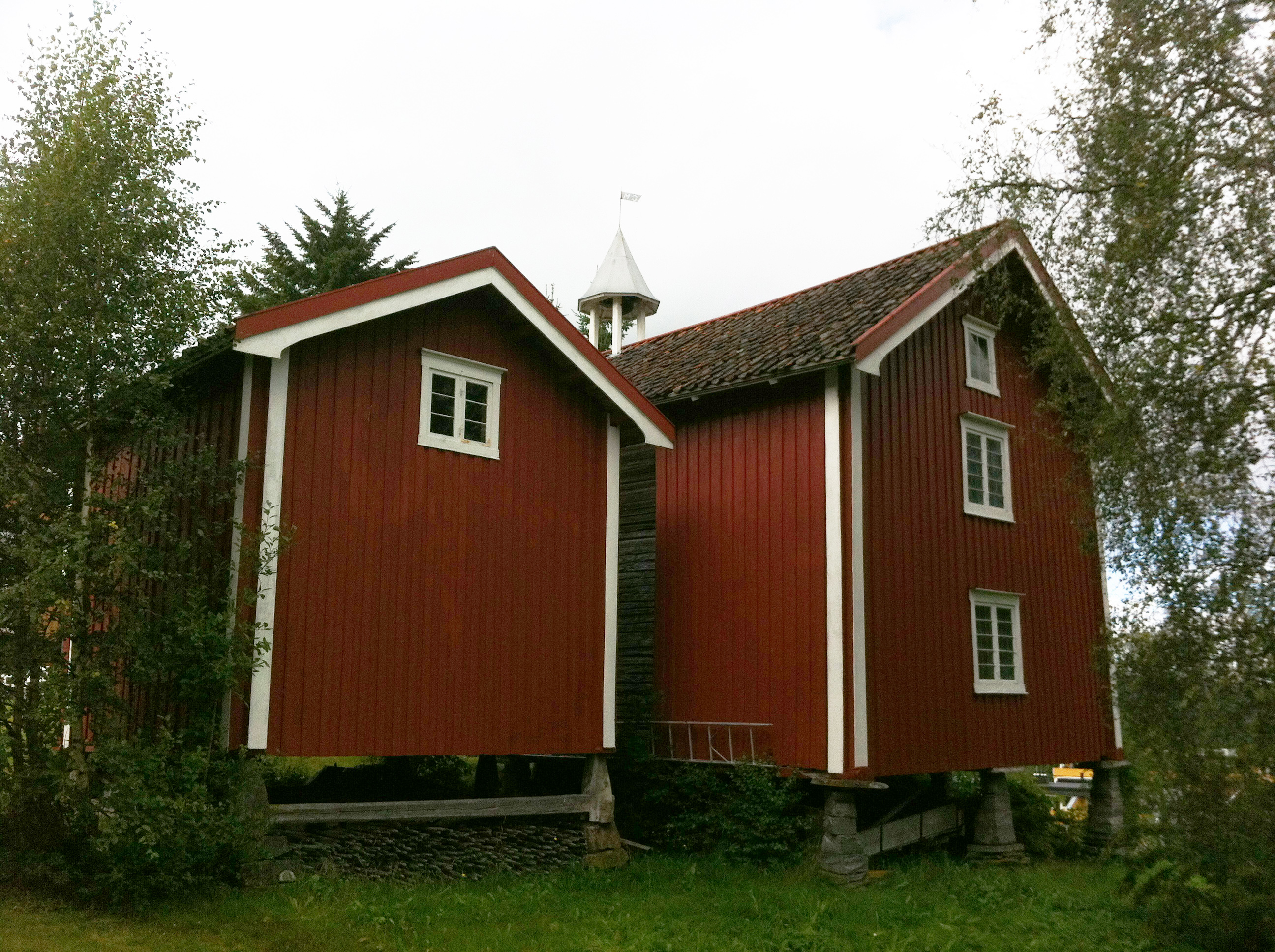
Orkdal, Sør-Trøndelg
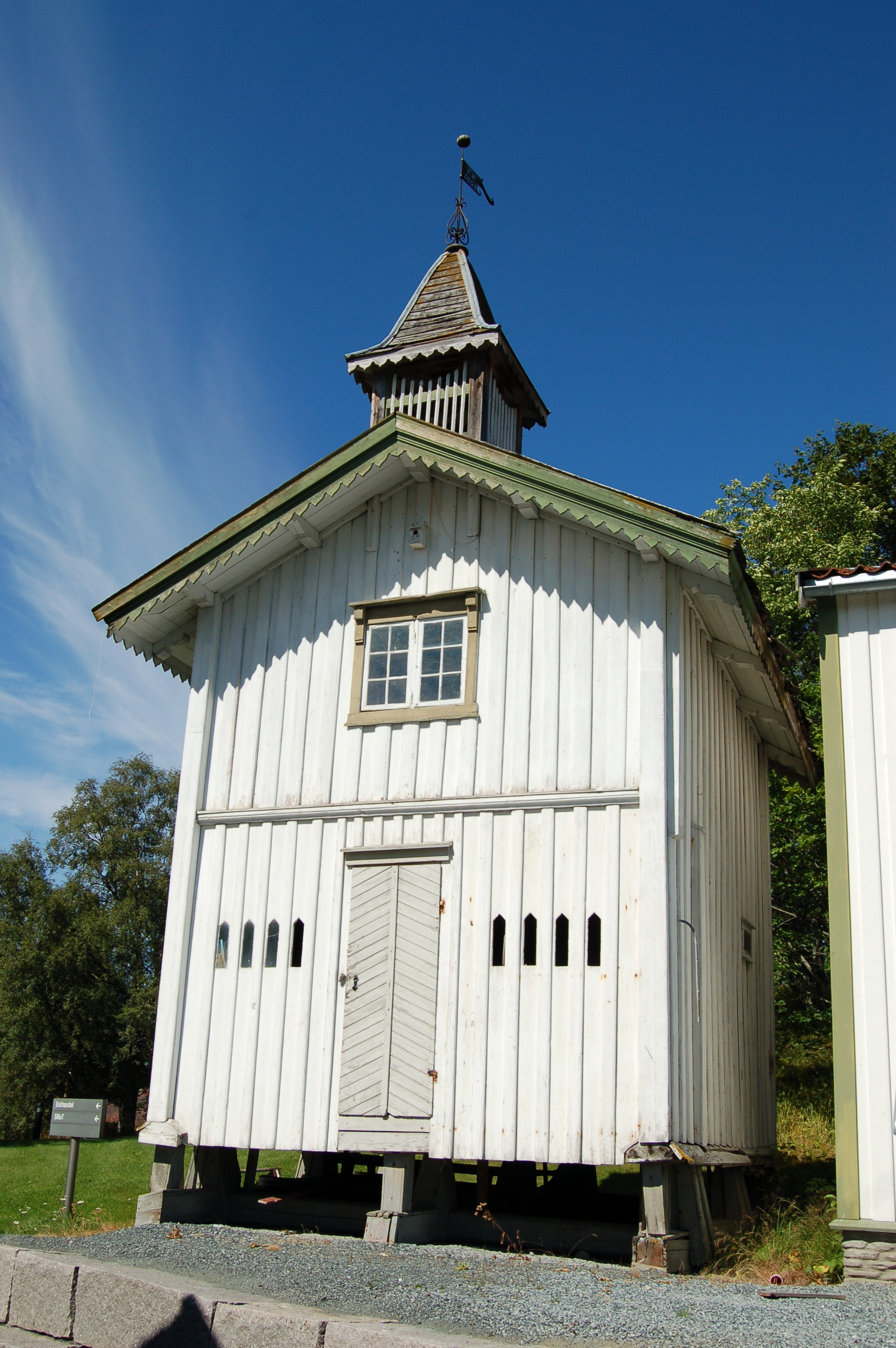
Levanger, Nord-Trøndelag
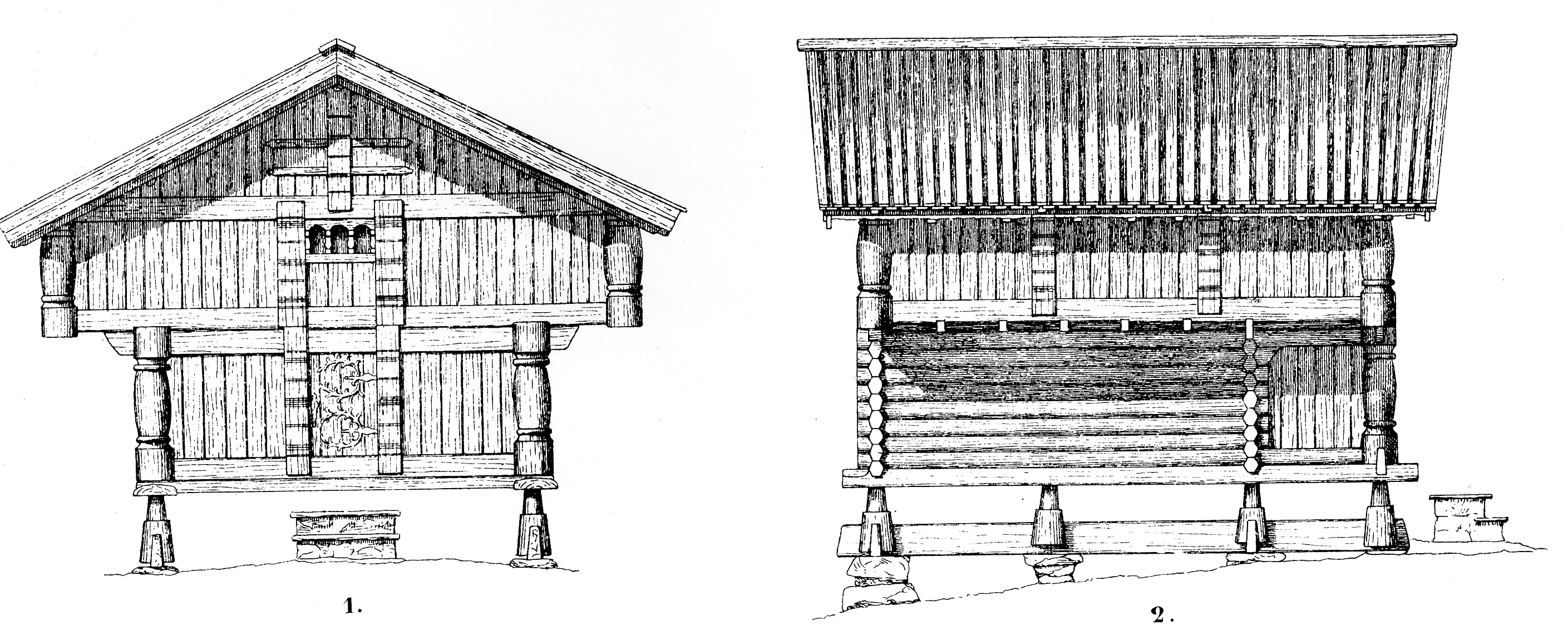
Figjan,Numedal (Buskerud)
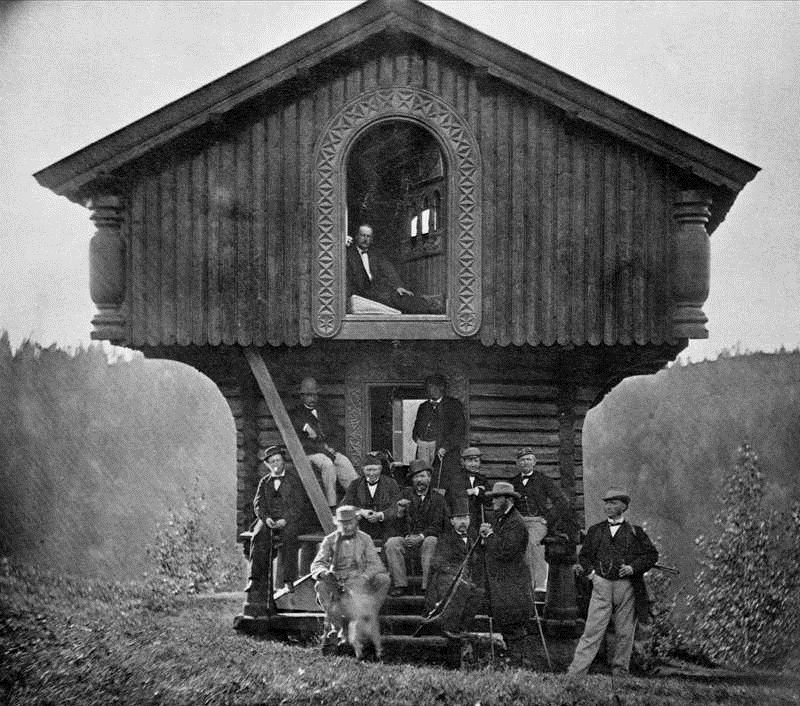
Thomas Heftye devant un stabbur à Sarabråten, Oslo  daté environ 1865.